# Bodenseeschiffe mittlerer Größe der Deutschen Reichsbahn
Die Deutsche Reichsbahn (DR) gab zwischen 1926 und 1932 sechs mittelgroße Motorschiffe in Auftrag, zum Ersatz von ausgemusterten Dampfschiffen und zum Einsatz auf weniger frequentierten Strecken des Bodensees. 1936 folgte noch ein siebtes, ursprünglich nicht vorgesehenes Schiff.

## Geschichte
Nach 1920 deckte die Reichsbahn den Bedarf an zusätzlichen Schiffen zunächst durch den Ankauf von kleineren Passagiermotorbooten. 1926 begann mit den Neubauten der mittelgroßen Motorschiffe eine überaus fruchtbare Zusammenarbeit zwischen der 1919 gegründeten Bodan-Werft in Kressbronn am Bodensee und der Deutschen Reichsbahn. Kennzeichnend für diese Schiffe waren in der Regel ein schlanker, 30–40 Meter langer Rumpf, Doppelschraubenantrieb und eineinhalb Decks für 200–500 Passagiere. Vom Heimathafen Konstanz aus wurden sie nur auf Untersee und Überlinger See eingesetzt, weil der Obersee für sie zu rau war. Die Namen beziehen sich deshalb auf Orte, Inseln und Halbinseln dieser beiden westlichen Seeteile des Bodensees.
Die größeren dieser Schiffe wurden in der Tradition der damaligen Eineinhalbdeck-Halbsalondampfschiffe entworfen: Ein langes Vorschiff über einer Bugkajüte diente dem Warentransport; mittschiffs befand sich ein niedriger Decksaufbau mit aufgesetztem oder vorgebautem Steuerhaus und achtern ein im Rumpf abgesenkter Halbsalon, darüber ein Sonnendeck. Kostenvergleichsrechnungen belegten die wirtschaftlichen Vorteile gegenüber Dampfschiffen. Abgesehen von der Friedrichshafen und Reichenau wurden nach dem Krieg mittelgroße Motorschiffe vor allem von der Schweizerischen Schifffahrtsgesellschaft Untersee und Rhein eingesetzt.

## Schiffe

### Stadt Radolfzell

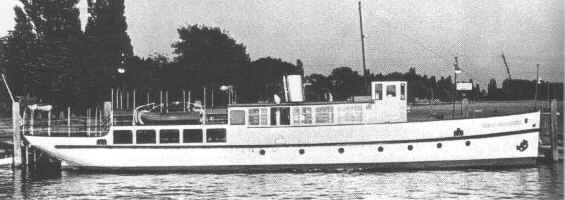
Die Stadt Radolfzell um 1930 im Hafen Radolfzell

Das Eineinhalbdeck-Motorschiff ersetzte 1926 als erster mittelgroßer Motorschiff-Neubau die Namensvorgängerin, einen kleinen Schraubendampfer, und war in Radolfzell am Untersee stationiert. Es war das kleinste der sieben Schiffe.
Da die Motorenanlage nicht zufriedenstellend arbeitete, wurde die Stadt Radolfzell schon 1934 wieder außer Dienst gestellt und 1936 durch die Radolfzell ersetzt. Vorgesehen war, dass Stadt Radolfzell in Kressbronn in der Bodan-Werft zu einem Hilfsschiff für die Deutsche Reichsbahn in Lindau umgestaltet oder wenigstens teilweise dafür genutzt werden sollte. Stattdessen wurde das Schiff ausgeschlachtet und im Tiefen Schweb versenkt. Die Reichsbahn erhielt mit der Greif ein neu gebautes Dienstboot.

### Höri(ab 1964Überlingen)

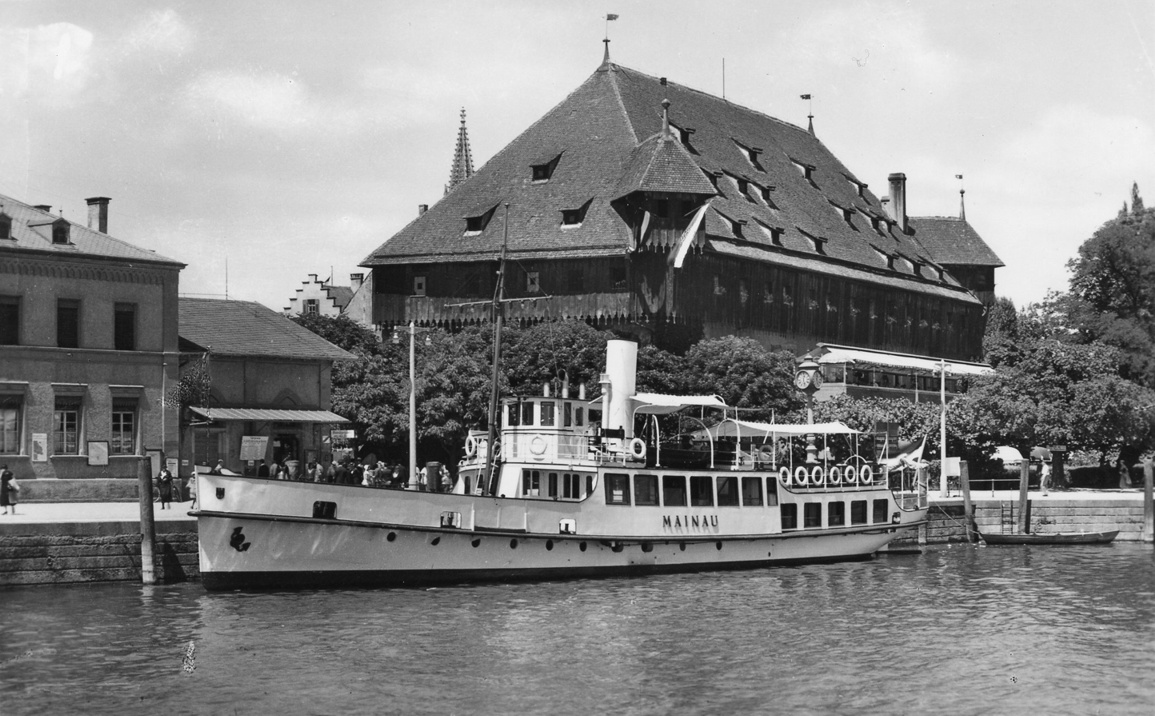
Die Mainau im Konstanzer Hafen, dahinter das Konzilgebäude

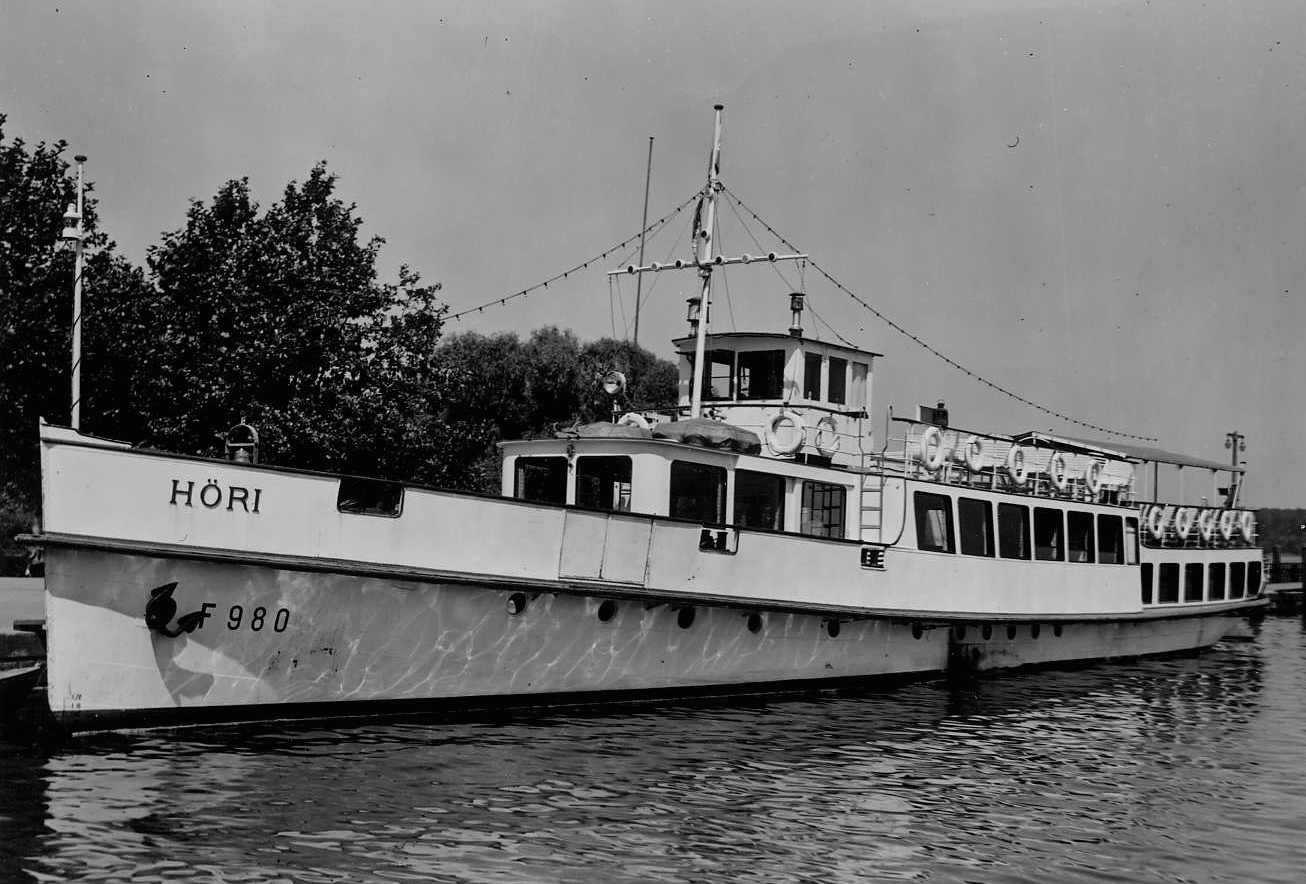
Höri, ab 1964 Überlingen (1927)

Das Eineinhalbdeck-Motorschiff Höri wurde von 1930 bis 1969 auf dem Überlinger See eingesetzt, in den letzten fünf Jahren als Überlingen. Es wurde infolge eines Kriegsschadens mehrfach ausgebessert, umgebaut und so aufgerüstet, dass die Kapazität von 300 auf 400 Personen stieg.

### Mainau
Sie war das Schwesterschiff der Höri und, nach der Blumeninsel Mainau benannt, ebenfalls auf dem Überlinger See eingesetzt. Das von der Bevölkerung „Mainaule“ genannte Schiff wurde nur einmal umgebaut. 1960 wurde nach einem Anbau von Stabilitätswülsten die Kapazität auf 400 Personen gesteigert. Obwohl die Mainau im Zweiten Weltkrieg bei der seeseitigen Luftverteidigung von Friedrichshafen als Wohnschiff für Flak-Soldaten eingesetzt wurde, blieb sie unbeschädigt und bewahrte ihr ursprüngliches Aussehen bis zur Ausmusterung 1965. Die Mainau wurde 1967 verschrottet, ihre Schiffsglocke blieb als Hafenglocke in Meersburg erhalten.

### Mettnau

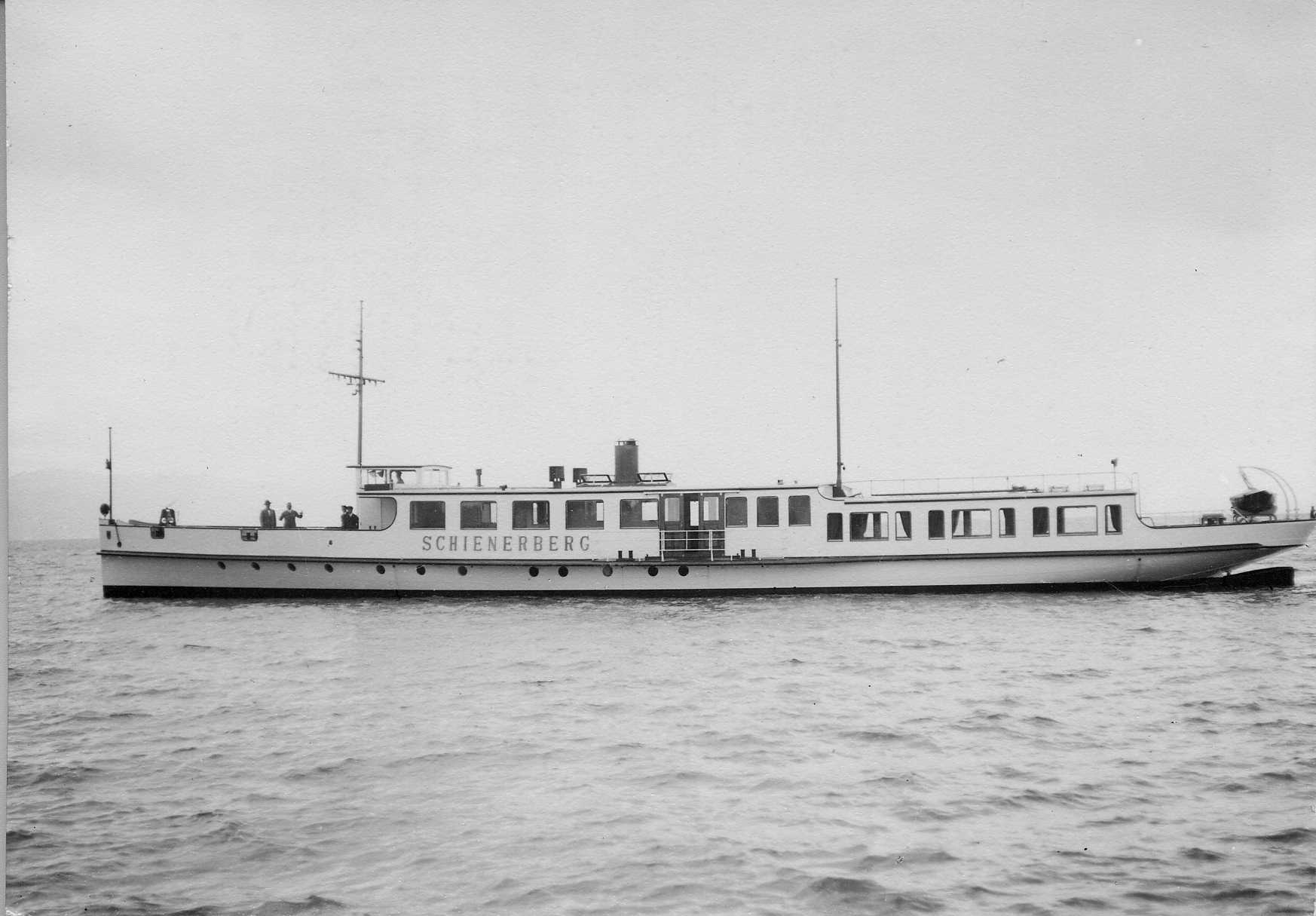
Schienerberg im Originalzustand 1930

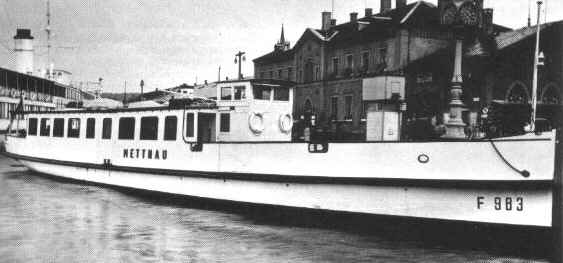
Mettnau 1949 im Konstanzer Hafen. Dahinter das DS Stadt Überlingen

Das nach der Halbinsel Mettnau benannte Eindeck-Motorschiff mit nur einer Schraube war speziell für den Untersee konzipiert. Für die Unterfahrung der Rheinbrücke Konstanz waren Steuerhaus, Schornstein und Mast abklappbar. Eine Kajüte auf dem Vorschiff wurde zugunsten des Warentransports wieder entfernt. Das im Zweiten Weltkrieg unbeschädigte Schiff wurde 1945 von der französischen Besatzungsmacht beschlagnahmt und als Kurierschiff verwendet. 1963 erfolgte die Ausmusterung des Schiffs, das heute in Überlingen nahe der Therme trocken liegt und von einer Segelschule genutzt wird.

### Schienerberg(ab 1964Meersburg)
Die Schienerberg war das größte der sieben Schiffe. Sie verkehrte, meist als Sonderschiff, von 1930 bis 1961 auf dem Untersee, danach als Meersburg auf dem Überlinger See. Zwischen Meersburg und Konstanz versah sie bis 1973 den letzten ganzjährigen Kurs. Sie wurde mehrfach umgebaut und modernisiert und 1994 ausgemustert.

### Hegau(vor 1935Baden)

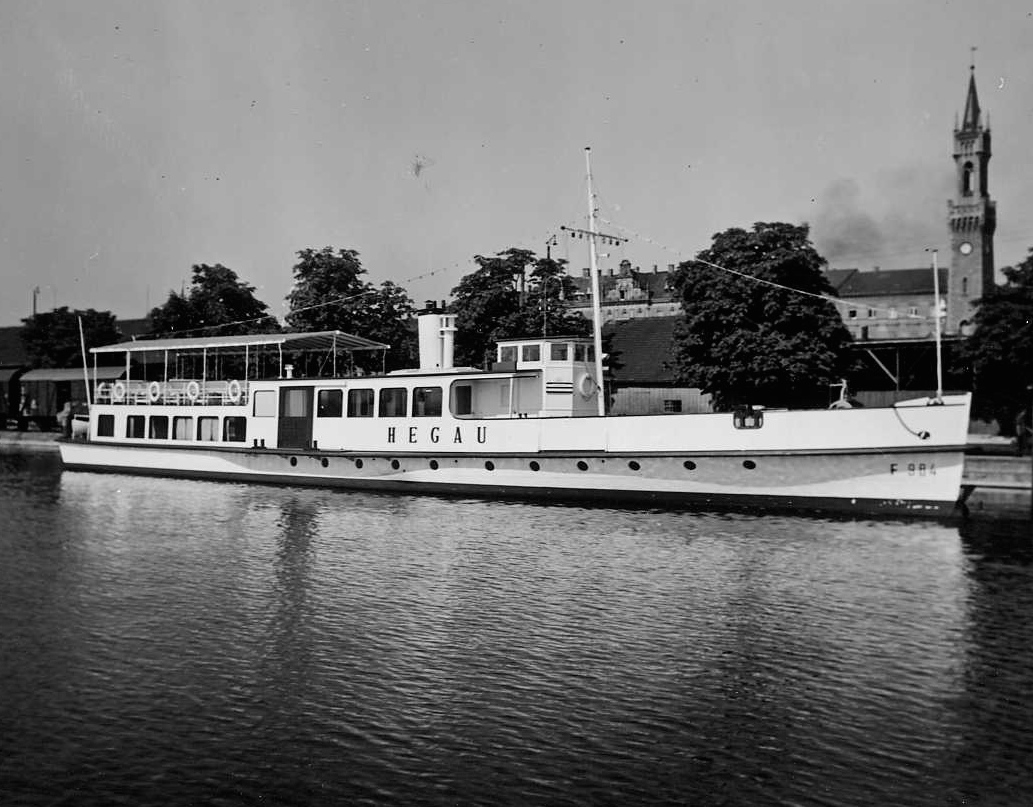
Hegau im Konstanzer Hafen

Das als Baden 1932 in Dienst gestellte Motorschiff wurde, bis 1960 ganzjährig, auf dem Überlinger See eingesetzt. Den Namen Baden musste sie schon 1935 an das neue Konstanzer Flaggschiff abgeben und erhielt dafür den Namen der Vulkanlandschaft westlich des Bodensees. Nach den guten Erfahrungen, welche die Reichsbahn mit dem Voith-Schneider-Antrieb der drei Winterschiffe sammeln konnte, wurde das Schiff als einziges der sieben versuchsweise mit diesem Antrieb ausgerüstet, aber mit nur einer Maschine und einem Voith-Schneider-Propeller (VSP). Die ursprünglich dieselelektrische Version erwies sich als zu schwer und schwierig zu steuern, was zu einer Reihe von Unfällen führte. Die ersatzweise verbaute mechanische Version mit VSP vom Typ 16 M brachte bei diesem mittelgroßen Schiff keine Vorteile gegenüber dem Doppelschraubenantrieb mit Festpropeller. Deshalb wurden danach Voith-Schneider-Propeller nur noch bei größeren Einheiten und paarweise verwendet. Das im Zweiten Weltkrieg unbeschädigte Schiff wurde 1945 von der französischen Besatzungsmacht beschlagnahmt und als Kurierschiff verwendet. Die Hegau wurde Ende 1964 ausgemustert und 1968 verschrottet.

### Radolfzell

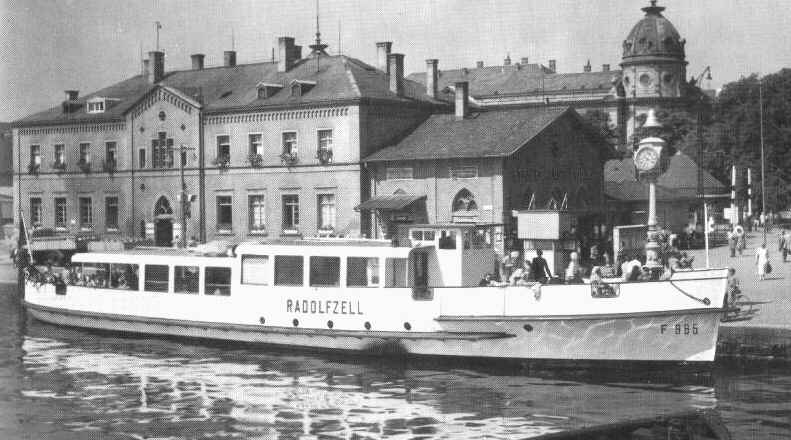
MS um 1950 Radolfzell im Konstanzer Hafen

Das letzte Schiff der Siebenergruppe war ursprünglich nicht vorgesehen: Es ersetzte 1936 die Stadt Radolfzell, die wegen Mängeln der Maschinenanlage vorzeitig ausgemustert wurde. Das Eindeckschiff mit nur einem Propeller ähnelte der Mettnau. Es wurde als einziges der Gruppe nicht von der Bodan-Werft gebaut, sondern wegen des günstigeren Angebots von der Werft Theodor Hitzler Regensburg an der Donau. Das Einsatzgebiet des in Radolfzell stationierten Schiffes war der Untersee, bis 1959 ganzjährig. Wegen der dort häufigen Eisbildung wurde es mit einem verstärkten Bug und einer kräftigen Maschine ausgestattet. Nachdem es 1966 noch eine neue Maschinenanlage mit 300 PS erhalten hatte, wurde es bereits 1968 ausgemustert und verschrottet.

## Daten zu den Schiffen
|                  | Stadt Radolfzell | Mainau            | Mettnau         | Hegau             | Radolfzell             |
| ---------------- | ---------------- | ----------------- | --------------- | ----------------- | ---------------------- |
| Umbenennung      |                  |                   |                 | Baden             |                        |
| Bauwerft         | Bodan-Werft      | Bodan-Werft       | Bodan-Werft     | Bodan-Werft       | Th. Hitzler Regensburg |
| Indienststellung | 1926             | 1928              | 1929            | 1932              | 1936                   |
| Ausmusterung     | 1933             | 1965              | 1963            | 1964              | 1968                   |
| Verbleib         | versenkt         | verschrottet      | Überlingen      | verschrottet      | verschrottet           |
| Länge ü.a.       | 27,50 m          | 38,00 m           | 30,10 m         | 35,00 m           | 32,00 m                |
| Breite ü.a.      | 4,60 m           | 6,80 m            | 5,80 m          | 6,80 m            | 6,10 m                 |
| Tiefgang         | 1,35 m           | 1,28 m            | 1,22 m          | 1,42 m            | 1,23 m                 |
| Maschine         | 2 Dieselmotoren  | 2 Dieselmotoren   | Dieselmotor     | Dieselmotor       | Dieselmotor            |
| Leistung         | 220 PS           | 480 PS            | 180 PS          | 275 PS            | 300 PS                 |
| Geschwindigkeit  | 11 kn (21 km/h)  | 14 kn (25,5 km/h) | 11 kn (21 km/h) | 13 kn (24,5 km/h) | 13,5 kn (25 km/h)      |
| Propeller        | 2                | 2                 | 1               | 1 VSP             | 1                      |
| Passagiere       | 185              | 400               | 200             | 200               | 200                    |

Daten zu Höri und Schienerberg: siehe deren Hauptartikel. Alle sieben Schiffe fuhren unter deutscher Flagge, waren Passagierschiffe und hatten ihren Heimathafen in Konstanz. Eigner war bis 1945 die Deutsche Reichsbahn (Reichsbahndirektion Karlsruhe), von 1945 bis 1952 die Generaldirektion der Südwestdeutschen Eisenbahnen, von 1952 bis 1993 die Deutsche Bundesbahn, (Bahndirektion Karlsruhe).